# Ban Pho (huyện)
Ban Pho (tiếng Thái: บ้านโพธิ์) là một huyện (‘‘amphoe’’) ở phía tây của tỉnh Chachoengsao, miền trung Thái Lan.

## Lịch sử
Huyện này được lập từ việc chia tách một phần huyện Mueang Chachoengsao năm 1903, lúc đó được hoàng tử Marubhongse Siribhadhana đặt tên là Sanam Chan (สนามจันทร์), thống đốc Monthon Prachinburi. Trước đây, tambon Sanam Chan nằm ở hai bờ của sông Bang Pakong, khoảng năm 1906, chính quyền đã chia khu vực bên tả ngạn nơi có văn phòng huyện để lập tambon Ban Pho.
Sau này vua Vajiravudh (Rama VI) đã cho xây cung điện Sanam Chan ở Nakhon Pathom năm 1911, do tên huyện phát âm giống như cung điện Sanam Chan, chính quyền đã đổi tên huyện thành huyện Khao Din ngày 20 tháng 7 năm 1914. Sau này họ đã đổi huyện Ban Pho năm 1917.

## Địa lý
Các huyện giáp ranh (từ phía bắc theo chiều kim đồng hồ) là Mueang Chachoengsao, Bang Khla, Plaeng Yao of Chachoengsao Province, Phanat Nikhom, Phan Thong thuộc tỉnh Chon Buri, Bang Pakong của tỉnh Chachoengsao và Bang Bo của tỉnh Samut Prakan.
Nguồn nước quan trọng của vùng này là Bang Pakong River.

## Hành chính
Huyện này được chia thành 17 phó huyện (tambon), các đơn vị này lại được chia thành 73 làng (muban). Có hai thị trấn (thesaban tambon) - Ban Pho nằm trên lãnh thổ toàn bộ ‘‘tambon’’ Ban Pho, và một số khu vực Theppharat của tambon Theppharat and Ko Rai. Ngoài ra có 14 tổ chức hành chính tambon.
| 1.  | Ban Pho        | บ้านโพธิ์     |  |
| 2.  | Ko Rai         | เกาะไร่     |  |
| 3.  | Khlong Khut    | คลองขุด     |  |
| 4.  | Khlong Ban Pho | คลองบ้านโพธิ์ |  |
| 5.  | Khlong Prawet  | คลองประเวศ |  |
| 6.  | Don Sai        | ดอนทราย    |  |
| 7.  | Theppharat     | เทพราช     |  |
| 8.  | Tha Phlap      | ท่าพลับ      |  |
| 9.  | Nong Tin Nok   | หนองตีนนก   |  |
| 10. | Nong Bua       | หนองบัว     |  |
| 11. | Bang Son       | บางซ่อน     |  |
| 12. | Bang Krut      | บางกรูด     |  |
| 13. | Laem Pradu     | แหลมประดู่   |  |
| 14. | Lat Khwang     | ลาดขวาง    |  |
| 15. | Sanam Chan     | สนามจันทร์   |  |
| 16. | Saen Phu Dat   | แสนภูดาษ    |  |
| 17. | Sip Et Sok     | สิบเอ็ดศอก   |  |